# 富田林市立総合スポーツ公園野球場
富田林市立総合スポーツ公園野球場（とんだばやししりつそうごうスポーツこうえんやきゅうじょう）は、大阪府富田林市の富田林市立総合スポーツ公園内にある野球場。愛称は富田林バファローズスタジアム。

## 概要
1997年のなみはや国体に先駆けて、1994年6月にオープン。施設は富田林市が所有している。
なみはや国体の軟式野球会場であったが、実際には硬式野球にも対応。国体終了後は、少年・学生による硬式・軟式・ソフトボールの練習や試合で主に使われている。
2012年からオリックス・バファローズが主催するウエスタン・リーグ公式戦が開催されている。2019年までと2022年は7月に開催されていたが、2023年からは9月に開催されている。

## 施設概要
- メインスタンド 鉄筋コンクリート2階建
  - 事務所、会議室、本部室、放送室、審判控室、ダッグアウト、更衣室、シャワー室等
- グラウンド面積：13,280m2
- 両翼：95m、中堅：120m
- 内野：内野：黒土混合土、外野：天然芝
- 照明設備：照明 - 4基
  - 照度 - バッテリー間：1338ルクス、内野：933ルクス、内野：530ルクス
- スコアボード：電光掲示式 - 鉄骨造（幅23.5m、高さ17m）
- 収容人員：2500人（メインスタンド 1,000人、一・三塁側及び外野：芝生 1,500人）
- 無料駐車場 - 200台（スポーツ公園全体）

## 交通アクセス
- 西名阪自動車道藤井寺ICから、国道170号（大阪外環状線）・大阪府道201号甘南備川向線で約30分。
- 阪和自動車道堺IC・堺ICから、国道309号・大阪府道201号甘南備川向線で約20分
- 阪神高速14号松原線三宅ICから、国道309号・大阪府道201号甘南備川向線で約30分。
- 近鉄長野線 富田林駅から4市町村コミバス（南海バス・近鉄バス）東條線「府立こんごう福祉センター東口」から徒歩で1.5km

## オリックス・バファローズとの関係
- 2012年12月11日に、オリックス・バファローズの運営会社であるオリックス野球クラブ（以下「オリックス球団」と略記）と富田林市との間で、2013年1月から富田林市立総合スポーツ公園野球場の愛称を「富田林バファローズスタジアム」とする「スタジアムニックネーム協定」が締結された。日本国内において、プロ野球の本拠地以外の球場に特定の球団の名称が使われたのは、「富田林バファローズスタジアム」が初めてである[2]。ただし、呼称表示義務や契約料（ロイヤルティー）が生じないなどの点で、上記の協定は有償によるネーミングライツの契約と異なる[3]。

- 上記の協定を締結したきっかけは、2012年7月15日（日）に、「富田林市ドリームフェスティバル」のメインイベントとして、オリックス球団が主催するウエスタン・リーグ公式戦のオリックス・バファローズ対中日ドラゴンズ18回戦（11-3でオリックスが勝利）が当球場で開催されたことにある。この試合は、一・二軍を通じて、当球場では初めてのプロ野球公式戦であった[4]。

- オリックス球団では、スタジアム協定の締結を機に、ウエスタン・リーグ公式戦の主催試合を毎年7月（2023年からは9月）に当スタジアムで開催するようなった。2013年からは、富田林市の近隣自治体（河内長野市・大阪狭山市・太子町・河南町・千早赤阪村）や、富田林市内および近隣にキャンパスを擁する私立大学（大阪大谷大学・大阪芸術大学・阪南大学）も公式戦の開催を後援。オリックス球団では、富田林市内にある富田林駅（近鉄長野線）・金剛駅（南海高野線）や河内長野市の河内長野駅（南海高野線と近鉄長野線の接続駅）と当球場の入口を結ぶ無料の送迎バスを、開催日に限って臨時で運行させている（バスの発着駅や運行ルートは開催年によって変動）。なお、日本国内で新型コロナウイルスへの感染が拡大していた2020年は、オリックス球団が二軍の主催試合を本拠地（オセアンバファローズスタジアム舞洲）のみで実施することになったため、当スタジアムでの開催は見送られた（2021年も）。以下に、協定締結以降に開かれたウエスタン・リーグ公式戦のカードを記す。
  - 2013年
    - 7月14日（日）：対福岡ソフトバンクホークス18回戦（5-7でソフトバンクが勝利）

  - 2014年
    - 7月12日（土）：対福岡ソフトバンクホークス17回戦（8-1でオリックスが勝利）
    - 7月13日（日）：対福岡ソフトバンクホークス18回戦（2-1でオリックスが勝利）

  - 2015年
    - 7月25日（土）：対阪神タイガース20回戦（1-3で阪神が勝利）
    - 7月26日（日）：対阪神タイガース21回戦（3-4で阪神が勝利）

  - 2016年
    - 7月23日（土）：対広島東洋カープ19回戦（6-2でオリックスが勝利）
    - 7月24日（日）：対広島東洋カープ20回戦（9-11で広島が勝利）

  - 2017年
    - 7月22日（土）：対広島東洋カープ17回戦（5-2でオリックスが勝利）
    - 7月23日（日）：対広島東洋カープ18回戦（5-4でオリックスが勝利）

  - 2018年
    - 7月21日（土）：対広島東洋カープ20回戦（2-1でオリックスが勝利）
    - 7月22日（日）：対広島東洋カープ21回戦（4-0でオリックスが勝利）

  - 2019年
    - 7月20日（土）：対広島東洋カープ18回戦（3-2でオリックスが勝利）
    - 7月21日（日）：対広島東洋カープ19回戦（4-3でオリックスが勝利）

  - 2022年
    - 7月30日（土）：対中日ドラゴンズ19回戦（8-1でオリックスが勝利）
    - 7月31日（日）：対中日ドラゴンズ20回戦（5-1でオリックスが勝利）

  - 2023年
    - 9月2日（土）：対阪神タイガース23回戦（11-7で阪神が勝利）
    - 9月3日（日）：対阪神タイガース24回戦（4-3でオリックスが勝利）

  - 2024年
    - 9月14日（土）：対広島東洋カープ18回戦（7-1でオリックスが勝利）

- オリックスの二軍では、2016年から、大阪府内に練習拠点を置く社会人・大学の硬式野球チーム（パナソニック、NTT西日本、日本生命、大阪ガス、関西大学、大阪商業大学、大阪産業大学）との間でトーナメント形式の「大阪プロ・アマ交流戦」を8月に開催。当スタジアムを一部の試合の会場として使用している。

- 「富田林バファローズスタジアム」の類似例として、東北楽天ゴールデンイーグルスが「フィールドサポートプログラム」[5]として、東北6県の地方球場（2015年8月時点で18か所）を対象に「楽天イーグルス○○球場」と命名するシステムが実在する。このシステムも、野球の普及を目的とした地域との協力活動の一環であるため、前述のロイヤリティーは発生しない。